# Mang Ấn Độ
Mang Ấn Độ hay mang đỏ (danh pháp khoa học: Muntiacus muntjak) là loài mang phổ biến nhất. Nó có lông mềm, ngắn ánh nâu hay xám, đôi khi với các đốm màu kem. Là một loài ăn tạp, nó ăn hoa quả, chồi cây, hạt, trứng chim cũng như cả các động vật nhỏ và thậm chí cả xác chết. Tiếng kêu của chúng giống như tiếng sủa, thông thường khi chúng cảm nhận được kẻ thù (vì thế mà người ta còn gọi các loài mang là hươu sủa).
Mang Ấn Độ đực có các gạc ngắn có thể đạt tới chiều dài 15 cm và chỉ có một nhánh. Các gạc này phát triển hàng năm từ cuống xương trên đầu. Mang đực là con vật chiếm giữ lãnh thổ và có thể rất hung dữ vì kích thước của chúng. Chúng sẽ đánh lộn với nhau để chiếm giữ lãnh thổ bằng cách dùng gạc của chúng hay nguy hiểm hơn là bằng các răng nanh hàm trên giống như ngà voi, và có thể bảo vệ chúng chống lại kẻ thù, chẳng hạn như chó.

## Phân loài
Có 15 phân loài:
- M. m. annamensis, Đông Dương
- M. m. aureus, bán đảo Ấn Độ
- M. m. bancanus, các đảo Billiton và Banka
- M. m. curvostylis, Thái Lan
- M. m. grandicornis, mang Burma, Myanmar
- M. m. malabaricus, miền nam Ấn Độ và Sri Lanka
- M. m. montanus, mang núi, Sumatra
- M. m. muntjak, mang Java, Java và miền nam Sumatra
- M. m. nainggolani, các đảo Bali và Lombok
- M. m. nigripes, mang chân đen, Việt Nam và đảo Hải Nam
- M. m. peninsulae, Malaysia
- M. m. pleicharicus, miền nam Borneo
- M. m. robinsoni, đảo Bintan và quần đảo Linga
- M. m. rubidus, miền bắc Borneo
- M. m. vaginalis, Myanmar tới tây nam Trung Quốc